# Astragalus leucolobus
Astragalus leucolobus — вид квіткових рослин з родини бобових (Fabaceae). Ареал охоплює такі країни: США (Каліфорнія).

## Середовище
Висота: 1400–2900 метрів. Це багаторічна трав'яниста рослина, яка росте в гірських хвойних лісах, чагарниках полину, алювіальних чагарниках, змішаних вічнозелених лісах, галькових рівнинах, лісах Піньон-Ялівець, а також чапаралі, прибережних та лучних заростях у деяких районах. Загрозами для A. leucolobus є урбанізація (будівельні роботи та туристична галузь) та позашляхові транспортні засоби, оскільки цей вид, як було описано, не здатний добре відновлюватися після порушення. Інші загрози включають вирубку лісу, гірничодобувну промисловість, вандалізм, рекреаційну діяльність та, можливо, осли.

## Опис
Це невелика багаторічна трав'яниста рослина, що утворює низький пучок розлогих стебел і шерстистого листя. Стебла мають менше 7 сантиметрів завдовжки та листя, що складається з багатьох овальних, загострених листочків.
Суцвіття з 5–13 квіток підноситься над кущем трави. Кожна квітка рожево-пурпурова та має довжину від одного до двох сантиметрів. Плід — густо вовняний білий біб із загнутим кінчиком.